# 대전둔산경찰서
대전둔산경찰서(大田屯山警察署)는 대전광역시경찰청이 관할하는 경찰서 중 하나이다. 대전광역시 서구 북부 지역을 관할한다. 대전광역시 서구 한밭대로 733(둔산동 950)에 위치하고 있다.
서장은 총경으로 보한다.

## 관할 파출소 및 지구대
대전둔산경찰서는 5개의 지구대와 3개의 파출소를 산하에 두고 있다.
| 명칭       | 주소                | 관할구역                             | 치안센터      |
| ---------- | ------------------- | ------------------------------------ | ------------- |
| 둔산지구대 | 서구 둔산남로9길 21 | 서구 탄방동, 둔산1·3동, 둔산2동 일부 | 탄방치안센터  |
| 갈마지구대 | 서구 신갈마로 211   | 서구 갈마1·2동, 둔산2동              |               |
| 월평지구대 | 서구 청사로 27-7    | 서구 월평1·2·3동, 만년동             | 월평1치안센터 |

## 같이 보기
- 대전광역시경찰청